# Grasse (arondissement)
Arrondissementet Grasse er et fransk arrondissement, der ligger i departementet
Alpes-Maritimes. Arrondissementet består af 19 cantoner. Hovedbyen er Grasse
| Canton kode | Navn                                              |
| ----------- | ------------------------------------------------- |
| 06-01       | Canton d'Antibes-Biot                             |
| 06-47       | Canton d'Antibes-Centre                           |
| 06-02       | Canton du Bar-sur-Loup                            |
| 06-48       | Canton de Cagnes-sur-Mer-Centre                   |
| 06-45       | Canton de Cagnes-sur-Mer-Ouest                    |
| 06-49       | Canton de Cannes-Centre                           |
| 06-06       | Canton de Cannes-Est                              |
| 06-34       | Canton du Cannet                                  |
| 06-50       | Canton de Carros                                  |
| 06-08       | Canton de Coursegoules                            |
| 06-51       | Canton de Grasse-Nord                             |
| 06-10       | Canton de Grasse-Sud                              |
| 06-36       | Canton de Mandelieu-la-Napoule-Cannes-Ouest       |
| 06-46       | Canton de Mougins                                 |
| 06-21       | Canton de Saint-Auban                             |
| 06-05       | Canton de Saint-Laurent-du-Var-Cagnes-sur-Mer-Est |
| 06-25       | Canton de Saint-Vallier-de-Thiey                  |
| 06-35       | Canton de Vallauris-Antibes-Ouest                 |
| 06-28       | Canton de Vence                                   |

44°N 7°Ø / 44°N 7°Ø